# Eulate
Eulate ist ein nordspanisches Dorf und eine Gemeinde (municipio) mit 271 Einwohnern (Stand: 2024) im Westen der Autonomen Gemeinschaft Navarra. 

## Lage und Klima
Eulate liegt gut 42 km (Fahrtstrecke) westsüdwestlich von Pamplona bzw. ca. 34 km nordnordöstlich von Logroño in einer Höhe von ca. 730 m. Das Klima ist gemäßigt bis warm; Regen (830 mm/Jahr) fällt überwiegend im Winterhalbjahr.

## Bevölkerungsentwicklung
| Jahr      | 1970 | 1981 | 1991 | 2001 | 2011 | 2021 |
| Einwohner | 487  | 445  | 406  | 380  | 338  | 279  |

## Sehenswürdigkeiten

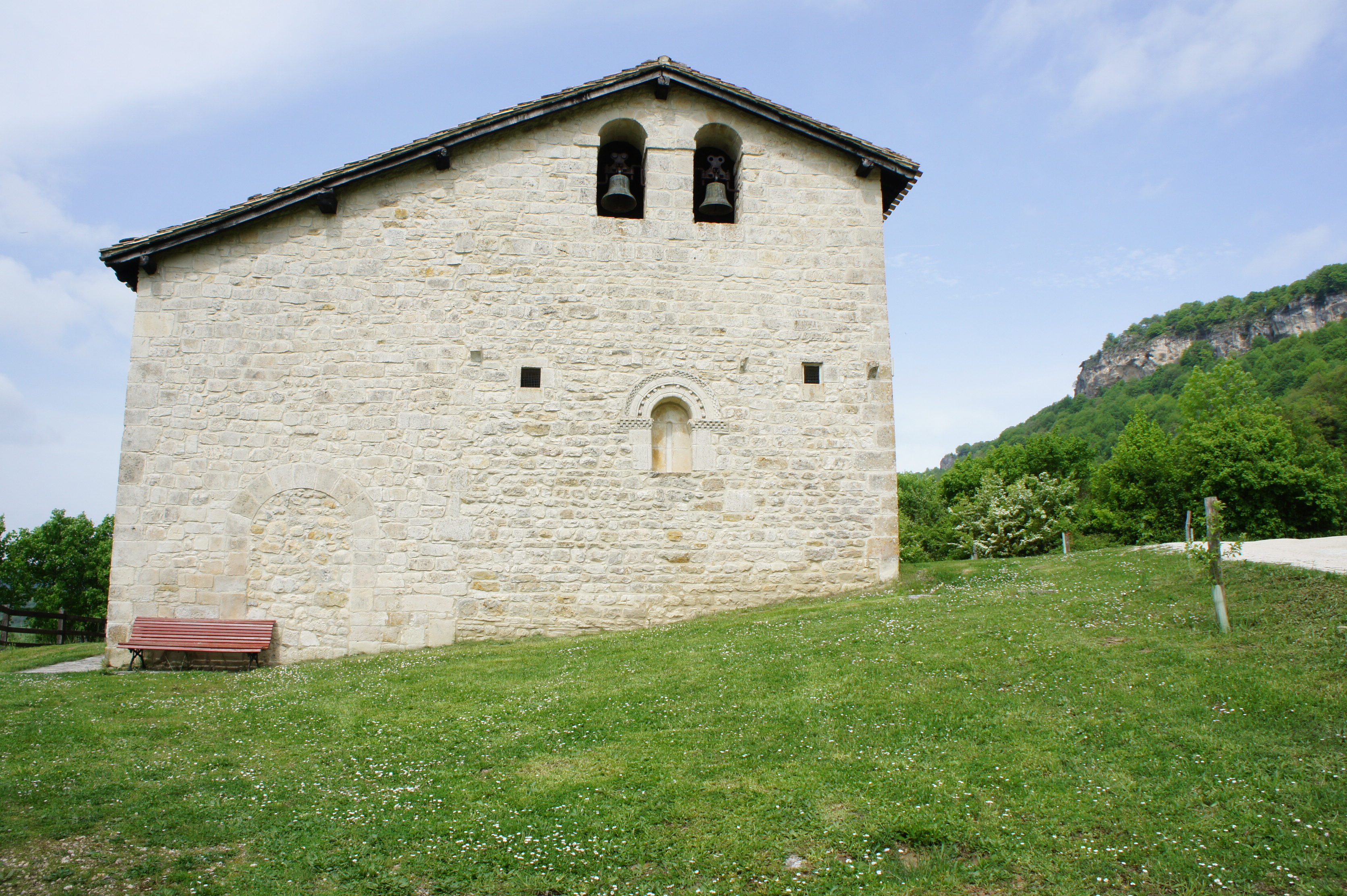
Martinskirche
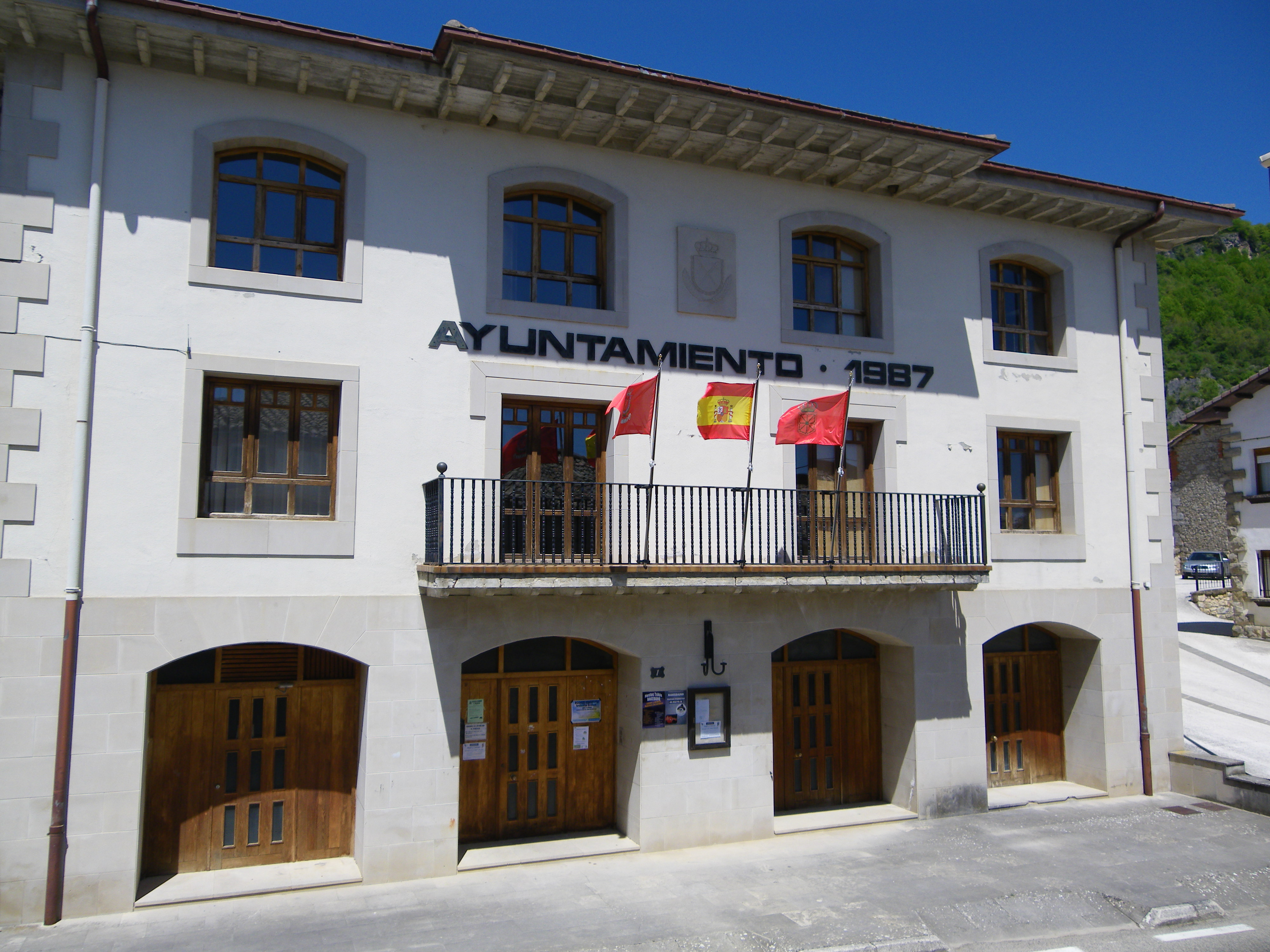
Johannes-der-Täufer-Kapelle

- Johannes-der-Täufer-Kapelle
- Rathaus

## Persönlichkeiten
- Juan Álvarez de Eulate (1583–1655), Militär, Gouverneur von Neumexiko